# Marie-Odile Monchicourt
 (juillet 2017).
Marie-Odile Monchicourt, née le 18 janvier 1947 à Orléans (Loiret), est une journaliste, productrice et animatrice de radio et de télévision françaises principalement connue pour ses émissions et chroniques scientifiques à Radio-France.

## Biographie
Marie-Odile Monchicourt a suivi toute sa scolarité à Bruxelles où elle a débuté une formation de comédienne. 
En 1975, elle commence sa carrière radiophonique à FIP (France-Inter Paris). 
En 1977, elle fait ses débuts sur France-Inter dans l’émission L'Oreille en coin du dimanche après-midi de Jean Garretto et Pierre Codou aux côtés de Kriss, Agnès Gribe, Katia David, Denis Cheissoux, Emmanuel Denn, Paula Jacques, Christine Lamazière, Leïla Djitli, Daniela Lumbroso, Aline Pailler, Daniel Mermet, Serge Le Vaillant, etc.
Après avoir animé les après-midis de France-Inter, elle produit et anime l’émission « Poussières d’étoiles », ce qui l’entraîne à produire et animer simultanément, jusqu’en 2014, de nombreuses émissions et chroniques scientifiques sur France-Inter, France-Culture et France-Info. Elle participe en tant que journaliste et animatrice à des émissions télévisées notamment sur France 2 : « Les nuits des étoiles », « Envoyé spécial », « Le cercle de minuit », etc.
En 2012, elle initie avec le physicien Michel Spiro et le CERN « La nuit européenne des origines ». Responsable de l’organisation de l’événement pour Paris, elle réunit une vingtaine des plus grands scientifiques liés de près ou de loin à la découverte du boson de Higgs et à la production de l’image européenne du fond diffus de l’Univers obtenue grâce au télescope Planck.
Depuis 2013 elle conçoit, et réalise des spectacles scientifiques qu’elle nomme les LabOrigins. Leur production étant assurée par l’association Origins présidée par le physicien Michel Spiro. 
Comédienne de formation (à Bruxelles puis à Paris) elle écrit et joue deux pièces de théâtre à caractère scientifique : « Simone et son cerveau » et « La saga des survivants ».

## Prix et récompenses
- Prix de la vulgarisation scientifique 1993 de l’Académie des sciences.
- Prix Diderot-Curien 2007 de l'Association des musées et centres pour le développement de la culture scientifique, technique et industrielle.
- Prix Jean-Perrin 1999 de la Société française de physique.
- Chevalier des arts et des lettres en 2000.
- L’astéroïde 21553, découvert en 1998 par l’astronome Alain Maury dans la ceinture d’astéroïdes, entre Mars et Jupiter est baptisé de son nom par la Société Internationale d’Astronomie.